# Gigi Fernández
Beatriz "Gigi" Fernández (San Juan, Puerto Rico, 22 de febrero de 1964) es una ex tenista profesional puertorriqueña y entrenadora. Es la única puertorriqueña que ha estado en la posición número 1 en el ranking mundial de tenis, en ser admitida al Salón Internacional de la Fama del Tenis y haber ganado un Grand Slam, obteniendo 17 en total.

## Trayectoria
Considerada una de las mejores jugadoras de dobles de tenis, comenzó jugando este deporte a la edad de 8 años. A los 17 se convirtió en jugadora profesional siendo la primera tenista rentada de Puerto Rico. Junto con Natasha Zvereva, formó parte de una de las mejores parejas de dobles femeninos de la historia del deporte.
En 1984 fue posicionada en la WTA (Asociación de Tenis Femenina) y comenzó una amistad con Martina Navratilova.
Representó a Puerto Rico internacionalmente ganando una medalla de bronce en los Juegos Panamericanos San Juan 1979, en aquel entonces tenía 15 años. Luciendo la bandera boricua compitió hasta el 1984, ganando una medalla de oro en dobles (Centroamericanos Cuba 1982) y otra medalla de plata en la misma competencia, pero en la modalidad individual.
A finales de la década de 1980, Navratilova y Fernández deciden unirse como pareja en dobles y para los años 1992, 1993 y 1994 ganaron el campeonato de dobles de Wimbledon. El 1 de abril de 1991 fue considerada la tenista número 1 en dobles. Ganó el Abierto de Francia 5 años consecutivos, desde 1991 hasta 1995. 
Luego, de estar en la posición número uno en el ranking mundial de tenis en dobles y no contando con una pareja de tenis en Puerto Rico, decidió jugar con la selección de Estados Unidos, en las Olimpiadas de 1992. Fernández obtuvo una medalla de oro en los Juegos Olímpicos y otra en las olimpiadas de 1996 representando a Estados Unidos.
Ganó 17 títulos de Grand Slam en parejas y en 1994 llegó a semifinales en sencillos en Wimbledon. Se retiró como tenista profesional en 1997 y desde entonces se ha dedicado a trabajar como entrenadora del equipo nacional de tenis de Puerto Rico, también ha sido entrenadora en la Universidad de South Florida. 
El 7 de abril de 2009 fue madre primeriza de los gemelos: Madison y Karson.